# Bistum Jefferson City
Das Bistum Jefferson City (lat.: Dioecesis Civitatis Jeffersoniensis) ist eine in den USA gelegene römisch-katholische Diözese mit Sitz in Jefferson City.  

## Geschichte
Das Bistum wurde am 2. Juli 1956 aus verschiedenen Gebieten des Erzbistums Saint Louis und des Bistums Saint Joseph errichtet.
Der Gründungsbischof, Joseph Mary Marling CPPS, begann auf Bitten peruanischer Mitbischöfe 1962, Diözesanpriester seines Bistums als Fidei-Donum-Priester nach Peru zu entsenden, insbesondere in Pfarreien des Bistums Puno. Zeitweise waren 10 % des Klerus des Bistums Jefferson City als Missionare in Peru im Einsatz.

## Bischöfe
- Joseph Mary Marling CPPS (1956–1969)
- Michael Francis McAuliffe (1969–1997)
- John Raymond Gaydos (1997–2017)
- Shawn McKnight (2017–2025, dann Erzbischof von Kansas City)
- Ralph O’Donnell, seit 2025